# Dixella cumbrica
Dixella cumbrica är en tvåvingeart som beskrevs av Peters och Cook 1966. Dixella cumbrica ingår i släktet Dixella och familjen u-myggor.
Artens utbredningsområde är Baja California (Mexiko). Inga underarter finns listade i Catalogue of Life.